# Sertularia robusta
Sertularia robusta är en nässeldjursart som först beskrevs av Clark 1876.  Sertularia robusta ingår i släktet Sertularia och familjen Sertulariidae. Inga underarter finns listade i Catalogue of Life.